# Хидроелектрана Потпећ
Хидроелектрана Потпећ је једна од неколико хидроелектрана из система Лим-Дрина. Налази се на реци Лим на територији општине Прибој, у близини Прибојске Бање. Хидроелектрана је пуштена у погон 1967. Има три турбине укупне снаге 54 MW. Брана је гравитациона од бетона, висине 46 метара. Формира акумулацију од 44 милиона м³ која се назива Потпећко Језеро

## Галерија
- Бетонска брана са узводне стране